# Apolon
Apolon (grč. Ἀπόλλων, Apóllōn) u grčkoj mitologiji bog je muške ljepote, medicine, proroštva, streličarstva, glazbe, sunca i kolonizacije. Zeusov je i Letin sin te Artemidin brat blizanac. Epitet mu je Feb (Phoebos).

## Etimologija
Apolonovo grčko ime možda je izvedeno iz prethelenske složenice Apo-ollon povezane s arhaičnim glagolom 'Apo-ell- koji je doslovno značio "onaj koji se pregiba", odnosno "onaj koji tjera" - Apolon je tjerao zlo, bolesti i nesklad.
Plutarh piše da pollon znači "mnogo", a prema tome Apollon je negacija mnoštva.
Hesihije povezuje ime s dorskim απελλα (apella) = "skupština", tako da bi i Apolon mogao biti bog političkog života.

## Karakteristike
Apolon je bog medicine, liječenja i streličarstva, ali i nositelj smrtne pošasti. Također je bog proroštva i kolonizacije. Vođa je Muza (Apollon Musagetes) te pritom i bog glazbe i poezije. Pjevale su mu se himne zvane peani. Bio je zaštitnik brojnih proročišta i hramova, a posebno se ističu Delfi i Del. Poslije je preuzeo i identitet Helija kao bog sunca (Apollon Helios).
Ljudi su ga poštovali jer je bio bog svjetlosti i Sunca bez čega život ne bi bio moguć, a također i zato što je bio bog sklada i ljepote, koji čine život smislenim. Ideal je grčkoga kurosa, skladnog, razvijenog i lijepog mladića. Apolon je štitio ljude, liječio ih, brinuo se za njih, nagrađivao dobro i kažnjavao zlo. Bio je i bog streličarstva, a njegove strijele nikad nisu promašile metu, pogotovo kad su kažnjavale zlo i nosile kugu. Bio je i bog proročanstava u kojima je ljudima objavljivao Zeusovu volju preko proročica, posebice Pitije i Sibile.
Svete Apolonove životinje:
- labud (prije nego što je bio rođen, otok je bio okružen labudima)
- skakavac (simbol pjesme)
- vrana (dojavila mu je prijevaru njegove ljubavnice Korone)
- zmija (simbol proroštva i liječništva)
- grifon - mitološka stvorenja s izgledom lava i orla
- vuk
- dupin
- sokol
- gavran
- miš

Apolonovi atributi:
- luk i strijele
- lira ili kitara (simbol boga umjetnosti)
- lovorov vijenac
- tronožac kao simbol njegovih proročkih moći

Apolon je često bio simbol sklada, pogotovo u literaturi, a bio je i kontrast Dionizu.

## Mitologija

### Rođenje
Kad je boginja Hera saznala da Leta nosi djecu njezina muža Zeusa, bila je bijesna i ljubomorna te se odlučila osvetiti tako što nije dopustila Leti da ostane na čvrstoj zemlji (kopnu ili otoku) i Leta je bila prisiljena tražiti gdje će roditi. Dok ju je gonila zmija Piton s glavom zmaja koju je na nj poslala Hera, Leta je naišla na novostvoreni otok Del koji je plutao na vodi i nije bio ni kopno niti otok, a bješe okružen labudovima. Kad je kročila na nj, dvije su stijene izronile iz morskih dubina; jedna je zaustavila kretanje otoka, a druga stala zmiji na put. Zatim je Leta na gori Kintu rodila blizance - sina Apolona i kćer Artemidu. Poslije je Zeus prikovao Del za dno oceana da više ne pluta, a otok je postao posvećen Apolonu.
Hera je otela Ilitiju, boginju rađanja, da bi spriječila Letu od porođaja. Ostali su bogovi prevarili Heru tako što su joj ponudili ogrlicu od jantara dugačku 8 metara, a boginja je uspjela pobjeći. Legenda kaže da je Artemida rođena prva, a potom je pomogla majci da porodi njezina brata Apolona. Apolon je rođen na sedmi dan mjeseca Targeliona te su sedmi i dvanaesti dan toga mjeseca poslije bili njemu posvećeni.

### Život
Kad je Apolon odrastao, vjerni su mu pratitelji bili zlatna lira i srebrni luk. Krenuo je u Delfe da bi se osvetio Pitonu koji je progonio i pokušao silovati njegovu majku. Našao ga je u jednoj uvali pod Parnasom i ubio ga strijelama, a njegovo je tijelo zakopao u zemlju. Tada se ta zemlja zvala Piton, a on joj mijenja ime u Delfi, da se za njega više nikad ne bi čulo. No, proročice su se često nazivale - Pitijama. Na mjestu pobjede utemeljio je i poznato svetište. U toj je uvali bio i izvor koji je emitirao pare koje su pomagale proročicama da padnu u trans.
Kad je Zeus pogodio munjom Asklepija, Apolonova sina, zbog uskrsnuća mrtvaca, Apolon je za osvetu ubio Kiklopa koji je tu munju izradio. Umjesto da bude zauvijek prognan u Tartar, po Zeusovoj je zapovijedi otišao u Tesaliju i služio kod dobrog Admeta kao običan pastir. Apolon je bio zadivljen Admetovim gostoprimstvom te je učinio da mu sve krave donose blizance, a također mu je pomogao da osvoji ruku princeze Alkestide, Pelijeve kćeri. Još je i uvjerio Mojre da ga poštede smrti.
Kad se bližila zima, odvezao bi se svojim kolima upregnutim labudovima u Hiperboreju gdje vlada vječno proljeće. Proljeće i ljeto provodio je u Delfima, a jesen i zimu u toj zemlji, a katkad i na Olimpu.
Apolonov je dolazak na Olimp donosio radost i dobro raspoloženje. Dolazio je kao vođa Muza, svirao bi liru, a nitko mu nije bio ravan te bi čak i Ares uzdahnuo na njegovu svirku. Apolon i Artemida bili su Zeusovi miljenici, a to je bio razlog ljubomore drugih bogova.

### Trojanski rat
Apolonovom strijelom započinje i Homerova Ilijada. Naime, Apolon šalje strijele koje nose kugu na grčke tabore za vrijeme Trojanskog rata, zato što je Agamemnon uvrijedio Apolonova svećenika Hrisa otevši mu kćer. Hriseida je vraćena, ali Agamemnon je kao nadoknadu uzeo ljupku Briseidu, Ahilejevu robinju i družicu. Ahilej bjesni i to postaje glavni motiv Ilijade - Ahilejeva srdžba.
Kad je Diomed ozlijedio Eneju, Apolon ga je spasio, nakon što je to pokušala učiniti i Afrodita, ali Diomed je i nju ozlijedio. Apolon je zatim zavio Eneju u oblak i prenio ga u Pergam, svetište u Troji.
Apolon je pomogao Parisu da ubije Ahileja tako što je vodio strijelu iz njegova luka u Ahilejevu petu, jedino ranjivo mjesto na njegovu tijelu. Jedan je mogući uzrok taj da je Ahilej ubio Troila, Apolonova i Hekabina sina na Apolonovu oltaru u hramu.

### Ljubav

#### Žene
Eros je bio ljubomoran na Apolona koji je ismijavao njegove streličarske vještine, a također ga je iritiralo i Apolonovo pjevanje. Eros je odaslao strijelu u Dafnu da bi je odbio Apolon koji se u nju zaljubio. Ona se molila majci Zemlji i svome ocu, riječnom bogu, da joj pomognu. Na posljetku ju je otac pretvorio u lovorovo stablo, a ono je postalo posvećeno Apolonu.
Apolon je imao vezu sa smrtnom princezom Leukotejom, Orhamovom kćeri i Klitijinom sestrom. Leukoteja je voljela Apolona, a on se prerušio u njezinu majku da bi mogao ući u njezine odaje. Klitija je bila ljubomorna na svoju sestru jer je i sama željela Apolona te je rekla ocu istinu, izdavši sestru i njezino povjerenje. Bijesni je Orham naredio da se Leukoteja živa zakopa. Apolon nije mogao oprostiti Klitiji te je ona tugujući umrla, a Apolon ju je pretvorio u suncokret koji svakoga dana slijedi Sunce, koje je simboliziralo samog Apolona, boga Sunca.
Koronida, kći kralja Flegije, bila je Apolonova ljubavnica koja mu je rodila sina Asklepija. Dok je bila trudna s njime, zaljubila se u Ishiju, Elatova sina, a vrana je dojavila Apolonu vijest o prijevari. U početku nije vjerovao vrani te je cijelu vrstu obojio u crno (dotad su vrane bile bijele), da bi je kaznio zbog laži. Kasnije, saznavši da je to istina, šalje svoju sestru Artemidu da ubije Koronidu, a također je i sve vrane učinio svetima i dao im zadatak da najavljuju smrt. Apolon je spasio Koronidino i njegovo dijete te ga je dao Kentauru Hironu da ga odgoji. Flegija je bio gnjevan zbog smrti svoje kćeri te je spalio Apolonov hram u Delfima, a Apolon ga je zbog toga ubio.
Apolon je volio i Marpezu koju je oteo od Ide. Zeus ju je natjerao da bira između njih dvojice, a ona je odabrala Idu jer je rekla da će dosaditi besmrtnomu Apolonu kad ona ostari.
Kastalija je bila nimfa koju je Apolon volio. Ona je pobjegla od njega i zaronila u izvor u Delfima koji je tada nazvan po njoj. Taj je sveti izvor bio inspiracija pjesnicima, a voda se rabila za čišćenje svetišta.
S Kirenom je imao sina Aristeja koji je postao bog zaštitnik stoke, voća, lova, supružnišva i pčelarstva. Naučio je ljude da koriste mliječne proizvode te mreže i zamke u lovu, a također ih je poučio i o uzgoju maslina.
S Hekabom, ženom kralja Prijama, imao je sina Troila. Proročica je prorekla da Troja neće biti poražena sve dok Troilo ne navrši dvadeset i sedam godina. Poslije su on i njegova sestra Poliksena ubijeni u zasjedi od Ahileja.
Apolon se također zaljubio u Kasandru, kći Hekabe i kralja Prijama, Troilovu polusestru. Obećao joj je dar proroštva da bi je zaveo, ali ona ga je poslije odbila. Bijesni joj je Apolon dao dar proricanja, ali prokleo ju je tako da joj nitko nikad ne vjeruje.
U Euripidovoj drami Ija, Apolon je Ijin otac, a Kreuza joj je majka. Kreuza je ostavila Iju da umre u divljini, ali Apolon je zamolio Hermesa da spasi dijete i da ga odnese u Delfe gdje su je odgojile svećenice.

#### Muškarci
Apolon je imao brojne veze i s muškarcima, a svi su njegovi ljubavnici bili mlađi od njega. 
Hijacint, spartanski princ bio je prekrasan i atletski građen Apolonov ljubavnik. Njih su dvojica vježbali bacanje diska, kad je odjednom Hijacint pogođen u glavu s diskom koji je skrenuo s kursa, a uzrok tomu bio je Zefir koji je bio ljubomoran na Apolona jer je i sam volio Hijacinta. Kad je Hijacint umro, Apolon je bio shrvan i prokleo je svoju besmrtnost htjevši se pridružiti svome ljubavniku u smrti. Od njegove je krvi Apolon stvorio zumbul (lat. Hyacinthus), a njegove su suze ostavile trag na laticama - άί = jao!
Akant, personifikacija drveta akantusa, također je bio u vezi s Apolonom. Nakon njegove smrti, Apolon ga je pretvorio u biljku koja voli Sunce (Apolona), a njegova je sestra Akantida pretvorena u čičak. U drugoj je inačici priče Akantus zapravo žena - Akanta. Ona ga je odbila dok ju je pokušao silovati ogrebavši mu lice, a potom ju je pretvorio u akantus.
Kiparis je bio Heraklov potomak kojem je Apolon dao pripitomljenu srnu kao društvo, ali Kiparis ju je slučajno ubio kopljem. Kiparis je tražio da Apolon pusti da njegove suze zauvijek teku, a Apolon ga je pretvorio u čempres (lat. Cupressus), biljku koja je nazvana tužnim drvetom jer biljni sok izgleda poput kapljica suza na kori drveta.

#### Nioba
Nioba je bila tebanska kraljica i Amfionova žena koja se hvalisala nad Letom jer je imala četrnaestero djece (Niobide) - sedam dječaka i sedam djevojčica, dok je Leta imala samo dvoje - Artemidu i Apolona. Apolon joj je ubio sinove dok su trenirali atletiku, a Artemida je ubila njezine kćeri otrovnim strijelama, kao i Apolon. U nekim je inačicama priče poneki potomak spašen. Amfion se, vidjevši mrtve sinove, prema nekim legendama ubio, a prema drugima ubio ga je Apolon nakon što je bjesnio i pokušavao se osvetiti. Shrvana je Nioba otišla u Malu Aziju gdje se plačući pretvorila u kamen, a njezine su suze stvorile rijeku Ahel. Zeus je pretvorio sve Tebance u kamen te nitko nije mogao pokopati Niobu, a na posljetku su je devetoga dana pokopali bogovi.

### Hermesovo rođenje
U Homerskim himnama opisano je rađanje boga Hermesa. Njegovu je majku Maju tajno oplodio Zeus te je ona zamotala dijete u povoje, ali ono je pobjeglo dok je spavala. Hermes je otišao u Tesaliju gdje je Apolon držao svoju stoku, ukrao mu je goveda i odnio ih u jednu pećinu u šumi blizu Pila, prekrivši tragove. U pećini je pronašao kornjaču koju je ubio, uzeo joj oklop i u njega smjestio kravlja crijeva i tako napravio prvu liru.
Apolon se požalio njegovoj majci da mu je Hermes ukrao stoku, ali Hermes se već vratio u svoje povoje te Maja nije vjerovala Apolonovim riječima. Zeus se umiješao i složio s Apolonom tvrdivši da je vidio sve događaje. Hermes je zatim počeo svirati na svojoj novoj liri, a Apolon se zaljubio u taj instrument te mu je ponudio stoku u zamjenu za liru.
Apolon je tako postao umjetnik na liri, a Hermes je kasnije izumio još jedan instrument - sirinks. Poslije je Apolon u zamjenu za sirinks Hermesu dao kaducej.

### Marsija
Marsija je bio satir koji je izazvao Apolona na glazbeno natjecanje. Pronašao je aulos, puhački instrument, na tlu gdje ga je ostavila Atena koja ga je izumila, ali i odbacila jer joj je napuhavao obraze. Na natjecanju je Marsija izgubio i bio živ oderan u pećini zato što se usudio izazvati boga. Njegova se krv pretvorila u istoimenu rijeku. Druga inačica priče govori da je Apolon svirao svoju liru naopako, a to Marsija nije mogao s aulosom te je izgubio pa ga je Apolon objesio za stablo i živa oderao.

### Pan
Kad je Pan stekao iskustvo da bi se njegova glazba mogla uspoređivati s Apolonovom, izazvao je Apolonova na natjecanje u vještini. Tmol, planinski bog bio je izabran da odluči tko je bolji. Pan je svirao na svojim sviralama svoje rustikalne melodije koje su zadovoljavale i njega i njegova suputnika kralja Midu. Potom je Apolon počeo svirati liru, a Tmol je odlučio da je Apolon pobijedio svojom prekrasnom svirkom, no Mida se nije htio složiti sa sučevom odlukom. Apolon nije mogao slušati njegovu žalbu te mu je stvorio magareće uši.

## Djela iste tematike
- Homerske himne: Apolon
- Percy Bysshe Shelley: Himna Apolonu
- Igor Stravinski: Apolon, balet
- Wolfgang Amadeus Mozart: Apolon i Hijacint, opera

## Vanjske poveznice
- Apolon u klasičnoj literaturi i umjetnosti (engl.)
- Apolon u grčkoj mitologiji (engl.)